# Aspitates laetula
Aspitates laetula là một loài bướm đêm trong họ Geometridae.